# Spathius sabahus
Spathius sabahus är en stekelart som beskrevs av Sergey A. Belokobylskij 1995. Spathius sabahus ingår i släktet Spathius och familjen bracksteklar. Inga underarter finns listade i Catalogue of Life.